# Megaloglossus azagnyi
Megaloglossus azagnyi Nesi, Kadjo & Hassanin, 2012) è un pipistrello appartenente alla famiglia degli Pteropodidi, endemico dell'Africa occidentale.

## Descrizione

### Dimensioni
Pipistrello di medio-piccole dimensioni, con la lunghezza della testa e del corpo tra 64 e 82 mm, la lunghezza dell'avambraccio tra 38 e 42 mm e un peso fino a 14 g.

### Aspetto
La pelliccia è lunga, soffice, moderatamente densa e si estende sull'avambraccio, la tibia e nella parte centrale dell'uropatagio. Le parti dorsali sono marroni scure con la base dei peli più chiara mentre le parti ventrali sono marroni. Nei maschi è presente un collare di rigidi peli bianchi, gialli o arancioni che si estende sulla gola, i lati del collo e nella parte superiore del petto. Talvolta sono untuosi. La testa è piccola, stretta, marrone scuro e con un lungo muso appuntito. La lingua è lunga, estensibile e munita in punta di lunghe papille filiformi. Le orecchie sono di proporzioni normali, arrotondate e bruno-nerastre. Gli occhi sono grandi e marroni. La coda è assente o ridotta ad un piccolo tubercolo, mentre l'uropatagio è ridotto ad una sottile membrana che si estende lungo gli arti inferiori. Il calcar è presente come anche l'artiglio sull'indice. Le ali sono marroni scure ed attaccate posteriormente tra le falangi del secondo e terzo dito. Le dita dei piedi talvolta sono leggermente palmate. Il quinto metacarpo e sempre più corto del terzo.

## Biologia

### Comportamento
Si rifugia tra il denso fogliame e grandi foglie di alberi come il banano. Probabilmente solitario, si aggrega soltanto per nutrirsi sugli alberi in fiore. Durante particolari periodi dell'anno i due sessi tendono a separarsi per formare gruppi isolati. A temperature esterne inferiori a 23 °C entra in uno stato di torpore.

### Alimentazione
Non ci sono evidenze dirette che questa specie sia principalmente nettarivora, come ipotizzato dalla morfologia della lingua.

È stata invece osservata nutrirsi di fiori di Crescentia cujete, Kigelia, Papaya, Ipomoea albivenia, Mucuna flagellipes, Parkia bicolor, e varie specie di Musa.

### Riproduzione
Femmine che allattavano sono state osservate in Costa d'Avorio a maggio e luglio.

## Distribuzione e habitat
Questa specie è diffusa in Sierra Leone, Liberia, Guinea, Costa d'Avorio, Ghana, Togo e Nigeria sud-occidentale.
Vive nelle foreste pluviali secondarie tra i 450 e i 690 metri.

## Conservazione
La IUCN Red List, considerato il vasto areale, la popolazione numerosa, classifica M. azagnyi come specie a rischio minimo (Least Concern)).